# Маврицій Дідушицький
граф Маврицій Ігнатій Олександр Дідушицький (іноді Маврикій Дідушицький; пол. Maurycy Ignacy Aleksander Dzieduszycki; 10 лютого 1813, с. Рихтичі, Королівство Галичини та Володимирії, Австрійська імперія (нині Дрогобицький район Львівська область Україна) — 22 квітня 1877, Львів) — польський історик зі спольщеного руського роду Дідушицьких, письменник, поет, драматург, перекладач, дійсний член Польської академії наук.

## Життєпис
Походив зі спольщеного українського (руського) аристократичного графського роду Дідушицьких гербу Сас. Син шамбеляна австрійського імператорського двору Людовика Дідушицького та його дружини Доміцелли Моніки з Бельських.
Початкову освіту здобув у школі василіян у Дрогобичі, потім навчався у гімназіях Чернівців і у єзуїтів у Тернополі. У 1832—1836 рр. вивчав право у Львівському університеті.
Працював чиновником у місцевих адміністраціях. У 1851—1869 рр. — фактичний очільник, з 1864 року — офіційно заступник куратора «Ossolineum» (тепер Львівська національна наукова бібліотека України імені Василя Стефаника). Здійснив перебудову будівлі бібліотеки. Залучив до роботи в "Ossolineum"і істориків Августа Бельовського і Кароля Шайноху.
Будучи ревним (фанатичним) католиком, ввів у бібліотеці Індекс заборонених книг.
1847 р. обраний до Галицького станового сейму, 1854 р. призначений радником галицького намісництва у Відні, з 1855 р. — радник двору Австрійської імперії.
1856 р. заснував у Львові першу в Галичині виправно-трудову установу для жінок.
1873 р. обраний дійсним членом польської Академії знань, 1875 р. — дійсний член Краківського наукового товариства; 1859 р. йому присвоєно звання почесного члена історико-статистичної секції Моравсько-Сілезького товариства розвитку сільського господарства і природознавства.

### Наукова та творча діяльність
М. Дідушицький — автор філософських творів, віршів і прози. У своїй великій праці «Збігнєв Олесницький» виклав польську історію XV століття.
Підготував «Карту Палестини» (1862), розпочав роботу над другим виданням «Словника польської мови» Лінде.

### Вибрані твори
- Szkice filozoficzne Ojczyzna (1867),
- Nieprzeliczeni (1877)
- Powieść z dawnych czasów (повість, 1868)
- Mandat poselski (комедія, 1871)
- Pieśń o dziejach polskich (поема, 1873)
- Samobójstwo (філософсько-моральне дослідження, 1876)

#### Історичні праці
- Krótki rys dziejów i spraw lisowczyków (1843—1844, 2 томи)
- Tadeusz Dzieduszycki i początki konfederacji barskiej (1843)
- Piotr Skarga i jego wiek (1850, 2 томи
- Zbigniew Oleśnicki (1853—1854), 2 томи)
- Opinia publiczna (1856)
- Dążności moralne teatru (1859)
- Kronika domowa Dzieduszyckich (1865)
- Święty Stanisław, biskup krakowski, wobec dzisiejszej dziejowej krytyki (1865)
- Żywot Wacława Hieronima Sierakowskiego, arcybiskupa lwowskiego (1868)
- Dwie polityczne unie, kolmarska i lubelska (1873)
- Dni, nocy, godziny (1874)

- Вірші, казки, науково-популярні статті
- переклади
  - Hymn o Św. Krzyżu z mszału łacińskiego (1854)
  - Pieniądz Emila Zoli (1891)

### Нагороди
- Командорський хрест ордена Святого Григорія Великого (1859),
- Лицарський хрест австрійського ордена Леопольда,
- Орден Залізної Корони III класу (1851)[6].

### Сім'я
Перша дружина — Катажина Заґурська, друга — Наталія Рудницька. Діти:
- Анна Наталія — дружина графа Владислава Кшиштофа Фелікса, мати репресованого НКВД графа Владислава Мавриція Волянських.[7]